# Кім Хьон Гьон
Кім Хьон Гьон (кор. 김현경; нар. 17 квітня 1995) — північнокорейська борчиня вільного стилю, бронзова призерка чемпіонату світу, бронзова призерка чемпіонату Азії, учасниця Олімпійських ігор.

## Життєпис
Боротьбою почала займатися з 2007 року. У 2013 стала чемпіонату Азії серед юніорів. 2014 повторила це досягнення.
Виступає за спортивний клуб Пхеньяна. Тренер — Ха Чіу.
На літніх Олімпійських іграх 2016 року в Ріо-де-Жанейро у першій же сутичці поступилась Мілані Дадашевій з Росії і вибула з подальших змагань, посівши в підсумку 13 місце.

## Спортивні результати на міжнародних змаганнях

### Виступи на Олімпіадах
| Змагання                    | Збірна | Вагова категорія          | Місце |
| --------------------------- | ------ | ------------------------- | ----- |
| Літні Олімпійські ігри 2016 | КНДР   | жіноча боротьба, до 48 кг | 13    |

### Виступи на Чемпіонатах світу
| Змагання                        | Збірна         | Вагова категорія          | Місце  |
| ------------------------------- | -------------- | ------------------------- | ------ |
| Чемпіонат світу з боротьби 2014 | Північна Корея | жіноча боротьба, до 48 кг | Бронза |
| Чемпіонат світу з боротьби 2015 | Північна Корея | жіноча боротьба, до 48 кг | 17     |

### Виступи на Чемпіонатах Азії
| Змагання                       | Збірна         | Вагова категорія          | Місце  |
| ------------------------------ | -------------- | ------------------------- | ------ |
| Чемпіонат Азії з боротьби 2015 | Північна Корея | жіноча боротьба, до 48 кг | Бронза |
| Чемпіонат Азії з боротьби 2016 | Північна Корея | жіноча боротьба, до 48 кг | 7      |

### Виступи на інших змаганнях
| Змагання                                                         | Збірна         | Вагова категорія          | Місце  |
| ---------------------------------------------------------------- | -------------- | ------------------------- | ------ |
| Літня Універсіада 2013                                           | Північна Корея | жіноча боротьба, до 48 кг | 9      |
| Золотий Гран-прі з боротьби 2015                                 | Північна Корея | жіноча боротьба, до 48 кг | 8      |
| Олімпійський кваліфікаційний турнір з боротьби 2016 (Улан-Батор) | Північна Корея | жіноча боротьба, до 48 кг | Золото |

### Виступи на змаганнях молодших вікових груп
| Змагання                                     | Збірна         | Вагова категорія          | Місце  |
| -------------------------------------------- | -------------- | ------------------------- | ------ |
| Чемпіонат Азії з боротьби серед юніорів 2013 | Північна Корея | жіноча боротьба, до 44 кг | Золото |
| Чемпіонат Азії з боротьби серед юніорів 2014 | Північна Корея | жіноча боротьба, до 48 кг | Золото |